# Arc istoric
Arc istoric este o ramură de sport recunoscută oficial în România începând cu anul 2022. Aceasta îmbină performanța fizică cu tradiția și patrimoniul cultural, fiind organizată conform unui sistem competițional propriu, reglementat de Federația Română de Arc Istoric (FRAI).
Ramura de sport include următoarele probe sportive distincte:
1. proba sportivă arc istoric,
2. proba sportivă arc călare,
3. proba sportivă 3D,
4. proba sportivă tragere la distanță (Flight     Shooting),
5. proba sportivă tragere la ținte amplasate     la distanță (Long Distance Target Shooting),
6. proba sportivă Șapte Fortărețe.

Termenul arc istoric are mai multe accepțiuni:
- ca ramură de sport – recunoscută oficial în România;
- ca probă sportivă – una dintre cele șase probe distincte ale     ramurii;
- ca echipament – referindu-se la arcul tradițional utilizat     în competiții.

Istoria recunoașterii în România
Practicarea arcului istoric a cunoscut o evoluție organică începând cu anul 2018, odată cu organizarea turneului „Șapte Fortărețe” de către șapte asociații. Acesta s-a remarcat printr-o abordare diferită, punând accent pe elemente tradiționale, ținte variate (3D, mobile, istorice) și pe un format competițional distinct de cel al tirului cu arcul.
În data de 18 martie 2022, în urma unui demers inițiat de trei promotori ai acestui sport (Inițiatorii recunoașterii practicării în România a ramuri de sport arc istoric au fost Kis-Nagy Zoltán, Ridi Francisc Ioan și Ladányi Árpád Csaba), Ministerul Sportului a emis ordinul de recunoaștere oficială a ramurii de sport arc istoric în România. Practicarea în România a ramurii de sport arc istoric a fost recunoscută prin Ordinul Ministrului Sportului nr. 150/18.03.2022.
În anul 2025, a fost înființată Federația Română de Arc Istoric (FRAI), structură sportivă de utilitate publică, cu personalitate juridică, care coordonează la nivel național activitățile din această ramură. Acordarea personalității juridice a FRAI s-a efectuat prin Încheierea civilă nr. 178/CC/2025 din data de 19.06.2025 pronunțată de Tribunalul Alba în Dosar nr. 1543/338/2022.
Probe sportive
Ramura de sport include șase probe sportive, fiecare cu identitate și reguli proprii:
- Arc istoric – probă emblematică în care se utilizează exclusiv arcuri de tip tradițional     și săgeți din lemn. Este permisă participarea cu arbalete istorice (FRAI     este singura federație din România care reglementează arbaleta în     competiții sportive). Este obligatorie purtarea vestimentației istorice     sau etnice. Țintele sunt diverse: mobile, istorice, 3D, tehnice etc.
- Arc călare – singura probă sportivă din România care combină trasul cu arcul cu     echitația. Tragerile se execută din galop.
- Tragere la distanță (Flight Shooting) – obiectivul este atingerea celei mai mari     distanțe de tragere. Se folosesc arcuri de tip istoric și săgeți din lemn,     iar tragerile se desfășoară în câmp deschis.
- Tragere la ținte amplasate la distanță (Long     Distance Target Shooting) –     sportivii trag la ținte statice, amplasate între 30 și 160 de metri. Se     punctează precizia, nu distanța.
- 3D – tragere pe un traseu cu replici 3D ale animalelor, în condiții     naturale, cu distanțe variabile și ținte parțial ascunse sau plasate în     unghiuri dificile.
- Șapte Fortărețe – probă complexă inspirată din tradițiile     medievale, desfășurată în decoruri istorice sau naturale. Tragerile se     realizează din poziții neconvenționale, la distanțe necunoscute, spre     ținte neobișnuite.

Deosebiri față de tirul cu arcul
Deși ambele folosesc arcul ca mijloc de execuție, arcul istoric și tirul cu arcul sunt ramuri distincte, cu diferențe majore:
| Aspect               | Arc istoric                                                             | Tir cu arcul                                          |
| Echipament           | Preponderent arcuri neaccesorizate, arbalete istorice și moderne, calul | Preponderent arcuri moderne, cu accesorii de precizie |
| Vestimentație        | Istorică sau etnică (la anumite probe)                                  | Sportivă, standardizată                               |
| Scop                 | Performanță + conservarea tradiției                                     | Performanță și precizie                               |
| Format competițional | Trasee în natură, ținte variate, mobilitate                             | Trageri standardizate, distanțe fixe                  |
| Terminologie         | „Tragere cu arcul”, „arc istoric”                                       | „Tir cu arcul”                                        |

Date statistice (actualizat 2025)
- Cluburi fondatoare FRAI: 15 structuri sportive din 12 județe;
- Sportivi legitimați: peste 480 înregistrați în Registrul sportiv     FRAI;
- Campionate naționale anuale: 8 (câte una pentru cele 6 probe sportive, câte un campionat național indoor pentru probele sportive 3D și Șapte Fortărețe);
- Acoperire geografică: ramura este practicată în peste 12 județe din România.